# 梓山犬
梓山犬（あずさやまいぬ）は、長野県原産の日本犬の一種である。

## 歴史

### 梓山犬の起原
1910年（明治43年）に長野県川上村梓山地区の猟師である関斎という人物が、野辺山の平沢峠（南牧村）付近の猟師から信州柴犬系の牝犬を譲り受けた。この牝犬をカモシカ猟用の猟犬のために繁殖を始めて、容姿端麗かつ優秀な猟犬を作出した。関が生み出した系統犬は、1919年（大正8年）に梓山地区を訪れた内務省の役人から保護奨励するべきと指示され、それと同時に『梓山犬』という名が与えられた。その後、大正末に梓山犬保存会が結成された。

### 十石号と十石犬

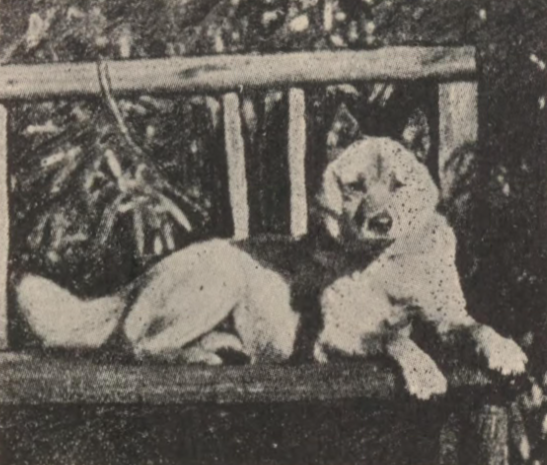
十石号

1921年（大正10年）に群馬県の黒川村（現在の上野村黒川）の猟師である飯出庄三郎という人物に牡の梓山犬が譲られてた。この牡犬は黒川村の犬と交配された。
1928年（昭和3年）に日本犬保存会の創設者である斎藤弘吉が柴犬を探して黒川村を訪れていた。斎藤は飯出から7歳となった梓山犬を譲り受けた。この犬こそ後の十石号であり、残された子孫は十石犬と呼ばれるようになった。

### 保存会の衰退と改名
1936年（昭和11年）に関が亡くなると川上村の梓山犬保存会は衰退。同時期に梓山犬自体も天然記念物に指定された柴犬に統合されたことにより、川上村では純粋な梓山犬は見かけなくなった。
太平洋戦争が終結した後の1955年（昭和30年）頃に入ると梓山犬の復興が始まる。他の地域から梓山犬を買い戻したり、上野村から十石犬を譲り受けたりなど行って繁殖を再開。村興しも意味も兼ねて保存会は川上犬保存会へと改名された。

### 川上犬の血統偽装と梓山犬の復興
2010年3月20日に信州川上犬保存会が、不自然な血統書を発行していたことが発覚。川上犬の交配は他犬種との交雑を防ぐために保存会が立ち会うことになっているのだが、立ち会わずに申請があれば申請通りに血統書を発行していた。この時点で川上犬の血統を客観的に証明することは不可能となり、他の犬種との交雑の可能性を排除できなくなってしまった。
一方で藤原らの犬と交配していない血統の犬が川上村奥の集落に残されていた。この血統は畜産家たちが管理していたもので、和牛の繁殖知識の豊富だったことから、血統保存の重要性を理解していた。これらの血統の犬を元に、2008年（平成20年）に信州川上犬保存会のスタッフと同会初代会長の藤原忠彦が中心となって『川上犬保存研究会』が発足された。また、翌年からの繁殖活動のために、十石犬保存会の会長である今井興雄に協力を要請した。
2012年（平成22年）に研究会が管理する血統と十石犬との交配が実現。この繁殖犬の保存を行うために『純粋な川上犬飼育者の会』が結成された。
そして2016年（平成28年）6月2日に川上犬保存研究会・純粋な川上犬飼育者の会と十石犬保存会を統合して特定非営利活動法人『梓山犬血統保存会』を発足。それと同時に藤原らの血統犬との混同をさけるために川上犬から梓山犬に名称を変更された。
2022年現在の頭数は全国で120頭ほどである。

## 特徴
毛色は赤一枚か赤紫色で、少数ながらっ黒差しや白っぽいものも存在する。毛は密生した短毛のダブルコートとなっている。また、冬毛は密生して保温の役割を果たしつつ、雪から体に纏わりつくことや体が沈むことを防ぐ。耳は前を向いた立耳で、尾は基本的に巻き尾だが、差し尾もいる。